# Медвиновичи
Медвиновичи — деревня в Дятловском районе Гродненской области Беларуси за 16 км от Дятлово и 160 км от Гродно. Входит в состав Козловщинского сельсовета.
Населённый пункт расположен на западе Беларуси. Около деревни расположен пруд Мурованка площадью 7,2 га. Также рядом с деревней протекает река Подьяворка, приток реки Щара.
Деревня является конечным пунктом автомобильной дороги Р142 Зельва — Деречин — Медвиновичи.
В 1624 году упоминаются как Мидвиновичи в составе Вензовецкой волости во владении Сапег.